# Manuel Monereo
Manuel Monereo Pérez (Jaén, 1950) es un abogado, politólogo y político español. Fue diputado en la XII legislatura por Unidos Podemos.

## Biografía
Nacido en la ciudad de Jaén en 1950, ha sido miembro del Partido Comunista de España, formación de la que habría sido expulsado en 1978, Partido Comunista de los Pueblos de España, Izquierda Unida y Unidos Podemos.
Fue diputado por la provincia de Córdoba en la XII legislatura, al obtener escaño en las elecciones de julio de 2016, formando parte del Grupo Parlamentario Confederal de Unidos Podemos-En Comú Podem-En Marea.
Es autor de obras como El Socialismo en el Che. Con su propia cabeza. El socialismo en la vida y la obra del Che (2001), sobre la figura del Che Guevara, y De la crisis a la revolución democrática (El Viejo Topo, 2013). Colaboraba en las tertulias del programa Fort Apache.
Fue coautor en 2018 junto a Héctor Illueca y Julio Anguita de una serie de artículos críticos con la Unión Europea y defensores de diferentes medidas del gobierno italiano de alianza entre la Lega y el Movimiento 5 Estrellas, que generaron una enconada polémica intelectual dentro de la izquierda española.
El historiador italiano Steven Forti le señala como representante (junto con Jorge Verstrynge) de posiciones rojipardas pues Monereo, por ejemplo, apadrinó en la península ibérica al filósofo italiano Diego Fusaro y alabó las medidas sociales del gobierno italiano de Salvini-Di Maio.